# Джеймс Улси
Роберт Джеймс Улси (на английски: Robert James Woolsey Jr.) е американски външно политически специалист и политик, директор на ЦРУ (5 февруари 1993 – 10 януари 1995). Член на „Комитета за освобождаването на Ирак“ и съветник на президента Джордж Уокър Буш.
| „           | - Споделям мнението на Джеферсън, че ако трябва да избираме дали да имаме свободни медии или представителна власт, е по-добре да изберем свободни медии, защото те ще ни осигурят представителна власт. По същия начин ако трябва да избирам дали страната ни да има свободна преса или разузнаване, със сигурност предпочитам свободната преса, защото без нея нищо, включително националната сигурност не би било гарантирано. | “ |
| Джеймс Улси | |   |